# Paolo Dal Molin
Paolo Dal Molin Kondjo (Yaundé, Camerún, 31 de julio de 1987) es un deportista italiano de origen camerunés que compite en atletismo, especialista en las carreras de vallas.
Ganó dos medallas en el Campeonato Europeo de Atletismo en Pista Cubierta, plata en 2013 y bronce en 2021.

## Palmarés internacional
| Campeonato Europeo en Pista Cubierta | Campeonato Europeo en Pista Cubierta | Campeonato Europeo en Pista Cubierta | Campeonato Europeo en Pista Cubierta |
| Año                                  | Lugar                                | Medalla                              | Prueba                               |
| ------------------------------------ | ------------------------------------ | ------------------------------------ | ------------------------------------ |
| 2013                                 | Gotemburgo (Suecia)                  | Medalla de plata                     | 60 m vallas                          |
| 2021                                 | Toruń (Polonia)                      | Medalla de bronce                    | 60 m vallas                          |